# エレン・クラス
エレン・クラス（Ellen Kuras、1959年7月10日 - ）は、アメリカ合衆国の撮影監督である。日本語では「エレン・クルス」とも表記される。

## 来歴
ニュージャージー州出身。ブラウン大学、ロードアイランド・スクール・オブ・デザイン、パリ大学で学んだ。スパイク・リー、レベッカ・ミラー、ミシェル・ゴンドリーなどの監督作品で撮影を担当している。

## フィルモグラフィー
特記のない作品は撮影を担当。

### 映画
- 恍惚 Swoon （1992年）
- アンジップト Unzipped （1995年）
- アンジェラ Angela （1995年）
- I SHOT ANDY WARHOL I Shot Andy Warhol （1996年）
- サマー・オブ・サム Summer of Sam （1999年）
- モッド・スクワッド The Mod Squad （1999年）
- ブロウ Blow （2001年）
- アナライズ・ユー Analyze That （2002年）
- Personal Velocity （2002年）
- コーヒー&シガレッツ Coffee and Cigarettes （2003年）
- エターナル・サンシャイン Eternal Sunshine of the Spotless Mind （2004年）
- ブロック・パーティー Dave Chappelle's Block Party （2005年）
- ニール・ヤング/ハート・オブ・ゴールド ～孤独の旅路～ Neil Young: Heart of Gold （2006年）
- ルー・リード/ベルリン Berlin （2007年）
- 僕らのミライへ逆回転 Be Kind Rewind （2008年）
- お家をさがそう Away We Go （2009年）
- ヴェルサイユの宮廷庭師 A Little Chaos （2014年）

### テレビドラマ
- レギオン Legion （2018年） - 監督
- ターミナル・リスト The Terminal List  - 監督
- BRAVE NEW WORLD/ブレイブ・ニュー・ワールド Brave New World - 監督

## 受賞
- 1992年 - サンダンス映画祭 - ドラマ部門 最優秀撮影賞（『恍惚』）[6]
- 1995年 - サンダンス映画祭 - ドラマ部門 最優秀撮影賞（『アンジェラ』）[6]
- 2002年 - サンダンス映画祭 - ドラマ部門 最優秀撮影賞（『Personal Velocity』）[6]

## 関連文献
- “Oscar '09: "The Betrayal"'s Ellen Kuras”. IndieWire (2009年2月19日). 2018年10月24日閲覧。
- “Heroines of Cinema: Ellen Kuras, Rockstar Among Cinematographers”. IndieWire (2012年9月6日). 2018年10月24日閲覧。